# Drake Bulldogs

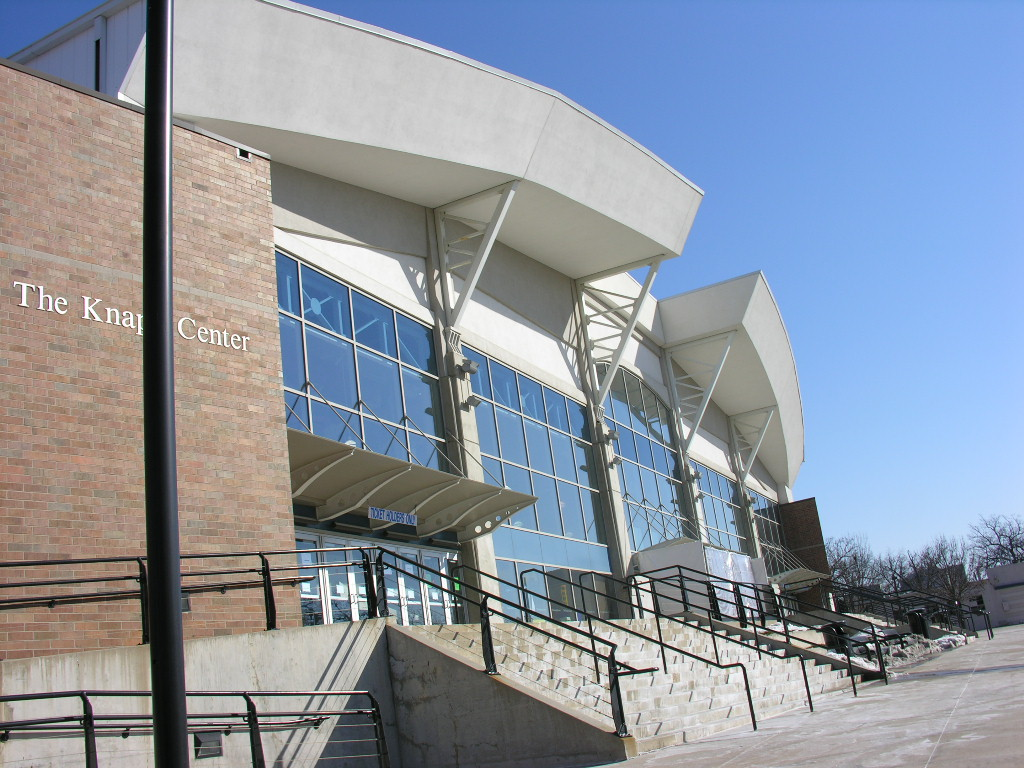
The Knapp Center

Drake Bulldogs (Bulldogs de la Universidad Drake) son los equipos deportivos de la Universidad Drake, situada en Des Moines, Iowa. Los equipos de los Bulldogs participan en las competiciones universitarias organizadas por la NCAA, y forman parte de la Missouri Valley Conference.

## Programa deportivo
Los Bulldogs participan en las siguientes modalidades deportivas:
| - Masculino - Fútbol americano - Baloncesto - Cross - Fútbol - Tenis - Golf | - Femenino - Baloncesto - Cross - Fútbol - Tenis - Golf - Softball - Voleibol - Atletismo - Remo |

### Fútbol americano
El origen del equipo de fútbol americano se remonta a 1893, y desde entonces han sido invitados a 5 partidos bowl, ganando dos y perdiendo los otros tres, todos ellos de segunda fila a excepción del Sun Bowl que disputaron en 1958 y que perdieron ante Louisville.

### Baloncesto
Los mayores éxitos en baloncesto los lograron en 1970 y 1971, cuando lograron clasificarse para los cuartos de final del torneo de la NCAA. Desde entonces no han vuelto a la fase final del torneo. También han participado en tres ocasiones en el NIT, siendo su mejor resultado el pase a segunda ronda.
14 jugadores de Drake han llegado a la NBA, aunque ninguno juega en la liga desde 1990.